# Jonas Beran
Peter Jonas Beran (* 24. November 1959 in Magdeburg) ist ein deutscher Prähistoriker.

## Leben
Beran ist seit 1974 archäologisch tätig, das Studium der Ur- und Frühgeschichte in Halle schloss er 1986 mit einer Diplomarbeit über die Einzelgrabkultur/Schnurkeramik im Norden von Sachsen-Anhalt ab. Von 1986 bis 1991 war er wissenschaftlicher Assistent an der Martin-Luther-Universität Halle-Wittenberg bei Joachim Preuß. Im Rahmen einer Neubearbeitung der Salzmünder Kultur (damit Promotion 1992) arbeitete er umfangreiche Altgrabungs-Bestände von Salzmünde, Wallendorf, Oberwerschen, Mücheln auf. Dies führte zu einer Neubewertung des Jung- und älteren Spätneolithikums in Mitteldeutschland (Schöninger bzw. Schiepziger Gruppe, Michelsberg, Baalberge, Salzmünde, Walternienburg) unter besonderer Berücksichtigung der Siedlungskeramik und der Verbreitung der Steinaxttypen.
Beran engagierte sich jahrzehntelang in der ehrenamtlichen Bodendenkmalpflege im Raum Magdeburg und arbeitete in den 1980er Jahren regelmäßig in der Niederlausitzer Braunkohlenarchäologie mit. 1991 bis 1993 war er Grabungsleiter beim Landesdenkmalamt Halle. 1994 wechselte er ins Land Brandenburg, zuerst als Grabungsleiter beim Landesdenkmalamt, seit 1996 bei der Fachfirma Archäologie Manufaktur in Wustermark. Er verfügt inzwischen über die längste ununterbrochene Grabungsleiter-Praxis unter allen in Mittel- und Ostdeutschland tätigen Archäologen (u. a. spätpaläolithischer Moorfundplatz Wustermark, die Dörfer Kausche und Horno im Niederlausitzer Braunkohlenrevier, Stadtschloß Potsdam). Lange in einer Minderheitsposition engagierte er sich weiterhin um die Pflege traditioneller Ansätze kontinentaleuropäischer Archäologie in Form typochronologisch-chorologischer Materialstudien mit dem Ziel historischer, auch ethnischer Interpretationen.

## Schriften

### Monographien
- Funde der Einzelgrabkultur im Bezirk Magdeburg. (Neolithische Studien IV). Martin-Luther-Universität Halle-Wittenberg. Wiss. Beiträge 1990/6 (L 21).
- Untersuchungen zur Stellung der Salzmünder Kultur im Jungneolithikum des Saalegebietes (Wilkau-Haßlau 1993).
- H.-J. Beier, J. Beran (Hrsg.), Selecta Praehistorica. Festschrift für Joachim Preuß (Wilkau-Haßlau 1995).
- Bearbeitung von: J. Preuß (Hrsg.), Das Neolithikum in Mitteleuropa, Bd. 2. Informationen zu einzelnen archäologischen Kulturen und Regionalgruppen (Wilkau-Haßlau 1999).

### Artikel (Auswahl)
- Lanzettförmige Doppeläxte des jüngeren Mittelneolithikums im Saalegebiet. In: Alt-Thüringen 25, 1990, S. 7–29.
- Gedanken zur gesellschaftlichen Rolle der vorgeschichtlichen Archäologie. In: S. Wolfram, U. Sommer (Hrsg.), Macht der Vergangenheit – Wer macht Vergangenheit. Wilkau-Haßlau 1993, S. 75–80.
- Thesen zur Entstehung und Ausbreitung der schnurkeramischen Kultur. In: P. Siemen (ed.), Early Corded Ware Culture. The A-Horizon – fiction or fact? Esbjerg Museum, Arkaeologiske Rapporter nr.2, 1997, S. 31–42.
- On Social Psychology and Professional Self-Assessment of the Last East German Generation of Archaeologists. In: European Journal of Archaeology 4, 1997, S. 39–44.
- Die Michelsberger Fundgruppen in Mitteldeutschland. In: Die Michelsberger Kultur und ihre Randgebiete. Materialhefte zur Archäologie in Baden-Württemberg 43, Stuttgart 1998 S. 73–83.
- Endneolithische Streitäxte aus Litauen. In: Terra Praehistorica. Festschr. für K.-D. Jäger zum 70. Geburtstag. Neue Ausgr. u. Funde in Thüringen Sonderbd. Langenweißbach 2007, S. 269–283.
- Untersuchungen zur spät- und endneolithischen Besiedlungsstruktur in der Niederlausitz. Ausgrabungen im Braunkohlentagebau Jänschwalde. In: W. Dörfler / J. Müller (Hrsg.), Umwelt – Wirtschaft – Siedlungen im dritten vorchristlichen Jahrtausend Mitteleuropas und Südskandinaviens. Offa-Bücher 84, Neumünster 2008, S. 183–209.
- Trichterbecherkultur und donauländische Restgruppen. Populationsdynamik zwischen norddeutscher Tiefebene und Mittelgebirgszone im Lichte neuer paläogenetischer Untersuchungen. In: Varia neolithica V. Mobilität, Migration und Kommunikation in Europa während des Neolithikums und der Bronzezeit, Langenweißbach 2009, S. 73–87.
- B. Gramsch, J. Beran, Spätaltsteinzeitliche Funde von Wustermark, Fundplatz 22, Lkr. Havelland. In: Veröffentlichungen zur brandenburgischen Landesarchäologie 41/42, 2007/2008 (2010) S. 95–142.
- Kulturkreise und Regionalgruppen in Mittel- und Ostdeutschland vom 5. bis zum 1. Jahrtausend v. Chr. In: Th. Doppler, B. Ramminger, D. Schimmelpfennig (Hrsg.), Grenzen und Grenzräume? Beispiele aus Neolithikum und Bronzezeit. Fokus Jungsteinzeit. Berichte der AG Neolithikum Bd. 2, Loogh 2011, S. 155–174.
- J. Beran, G. Wetzel, Die neolithische Siedlung der Michelsberger Kultur Wustermark 21, Lkr. Havelland. In: Veröffentlichungen zur brandenburgischen Landesarchäologie 46, Wünsdorf 2012 (2014) S. 37–141.